# Hamlet at Elsinore
Hamlet at Elsinore es una película de drama de 1964, dirigida por Philip Saville, basada en la tragedia Hamlet de William Shakespeare, musicalizada por Richard Rodney Bennett, los protagonistas son Christopher Plummer, Robert Shaw y Michael Caine, entre otros. El filme fue realizado por British Broadcasting Corporation (BBC) y Danmarks Radio (DR), se estrenó el 15 de noviembre de 1964.

## Sinopsis
Hamlet supone que su tío mató a su padre para quedarse con el trono de Dinamarca y la mano de su madre, ahora el Príncipe no sabe qué hacer, si debe vindicarse o no.